# یواس‌اس ساراناک (ای‌او-۷۴)
یواس‌اس ساراناک (ای‌او-۷۴) (به انگلیسی: USS Saranac (AO-74)) یک کشتی بود که طول آن ۵۲۳ فوت ۶ اینچ (۱۵۹٫۵۶ متر) بود. این کشتی در سال ۱۹۴۲ ساخته شد.